# Zamek Rheinstein
Zamek Rheinstein (niem. Burg Rheinstein) – warowny zamek usytuowany nieopodal miasta Trechtingshausen (powiat Moguncja-Bingen, Nadrenia-Palatynat, Niemcy), w południowej części doliny środkowego Renu. Cenny przykład architektury gotyckiej i neogotyckiej na terenie historycznego elektoratu mogunckiego.

## Położenie geograficzne
Zamek Rheinstein znany także pod historycznymi nazwami Vaitzburg lub Voitsberg usytuowany jest na lewym brzegu Renu na skalistym zboczu, 90 m ponad poziomem rzeki, we wschodniej części Lasu Bingeńskiego (niem. Binger Wald). Pomiędzy Bingen i Trechtingshausen rozpoczyna się przełom Renu gdzie kierunek biegu rzeki z zachodniego przechodzi na północny. Jednocześnie Ren stanowi tu granicę pomiędzy Nadrenią-Palatynatem i Hesją – na zboczu naprzeciw zamku Reichenstein, już na terenie Hesji wznosi się zamek Ehrenfels.

## Dzieje

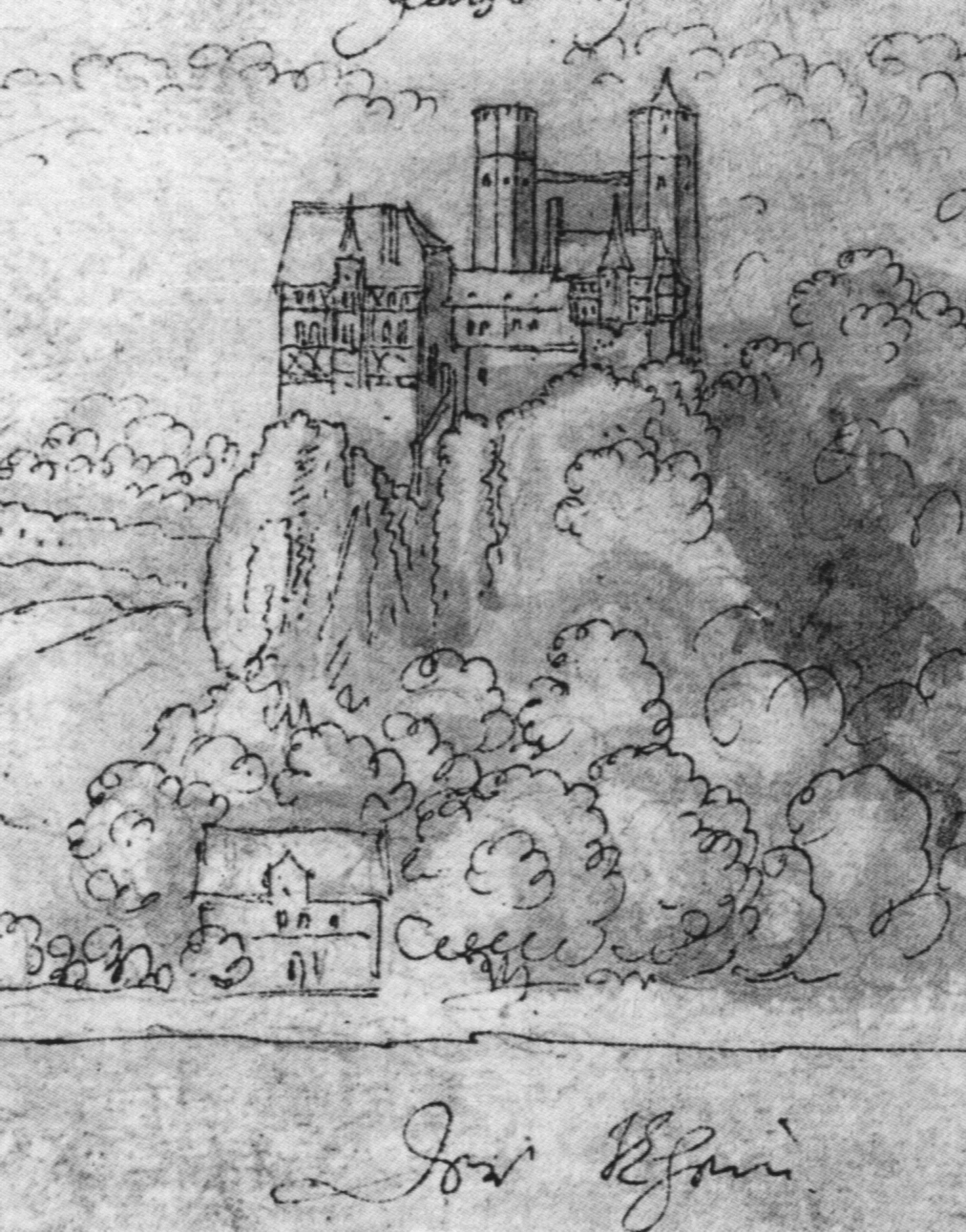
Zamek Rheinstein. Rysunek z XVII w.

Geneza zamku sięga XIII wieku. Istniała tu warownia założona przez ród Hohenfels, jednakże w 1286 została zniszczona przez wojska króla rzymskiego Rudolfa I Habsburga. Budowa obecnej warowni miała miejsce w latach 1316–1317. Z roku 1323 pochodzi pierwsza wzmianka dotycząca objęcia terenów zamku przez arcybiskupów Moguncji, stąd wzniesienie warowni miało związek z polityką zewnętrzną ówczesnego arcybiskupa i elektora Rzeszy, Piotra z Aspelt (lata pontyfikatu – 1306–20). Zamek rozbudowano w 1330 roku, przy czym już w XIV stuleciu warownia straciła znaczenie jako punkt strategiczny na przełomie Renu. Miało to związek ze zrzeczeniem się przez sąsiedni elektorat Palatynatu roszczeń wobec sąsiada. Nastąpił stopniowy upadek znaczenia zamku i otoczenia. Kres świetności zamku położyła wojna o Palatynat, w wyniku której zamek uległ poważnym zniszczeniom, i aż do XIX wieku był w stanie ruiny.
Rok 1816 otwiera nowy rozdział w dziejach zamku. W wyniku kongresu wiedeńskiego teren wraz z warownią został przydzielony Królestwu Prus. Okres romantyzmu był punktem zwrotnym w zainteresowaniach gotykiem, stąd też podjęto decyzję zabezpieczenia ruin zamku. Pracami kierował znany architekt Karl Friedrich Schinkel, który był propagatorem odbudowy warowni dla miejscowych książąt. Zostały sporządzane plany odbudowy zamku, który kupił w 1823 książę Fryderyk Ludwik Wilhelm a następnie polecił architektowi Johannowi Claudiusowi von Lassaulx pracę nad odbudową zamku. Po 1825 pracami kierował Wilhelm Kuhn. W roku 1829 zamek został ostatecznie odbudowany. W latach 1839–1844 odnowiono kaplicę zamkową, ponadto zatrudniono Schinkla w celu sporządzenia poprawek mających na celu ochronę średniowiecznych pozostałości, częściowo naruszonych podczas odbudowy. Zamek znajdował się w posiadaniu książąt pruskich do 1975. W tymże roku spadkobierczyni książęcego rodu Barbara, księżna Meklemburgii, sprzedała zamek śpiewakowi operowemu Hermannowi Hecherowi. Pomimo iż wciąż rezydencja jest własnością prywatną, znaczna jej część została zaadaptowana na cele turystyczne i kulturalne. W najstarszej części zamku urządzono muzeum z dziełami XIV wiecznego malarstwa witrażowego. W warowni mieści się również restauracja. Ponadto, ze względu na walory miejsca, zamek jest wynajmowany na specjalne uroczystości, głównie śluby. Zamek leży na terenie „Oberes Mittelrheintal” (Górnej Doliny Środkowego Renu) wpisanej na listę Światowego Dziedzictwa UNESCO.

## Architektura
Położony na stromym skalistym stoku kompleks zamkowy jest skupiony wokół nieregularnego w planie dziedzińca który tworzą mury obwodowe. W całości wzniesiony z kamienia zespół składa się z zamku, zabudowań przedzamcza, zespołu fortyfikacji oraz kaplicy. Najstarszą częścią zamku jest czworoboczna pięciokondygnacyjna wieża mieszkalna do której przy południowo-wschodnim narożniku przylega dwukondygnacyjny aneks na rzucie wydłużonego prostokąta. Wertykalność i obronny charakter podkreślają dwie narożne wieżyczki na planie oktogonu, oraz cylindryczna wieża przylegająca do przybudówki. Zabudowania mają czysto obronny charakter, zgodnie z typem zamku skalnego w wielu punktach mury usytuowane są na urwiskach, które tworzą naturalny system obronny. Wejście do głównej części zamku znajduje się w południowej ścianie aneksu. Zdobi go ostrołukowy portal ze śladowo zachowaną dekoracją rzeźbiarską, powyżej w koronie ścian znajduje się wykusz. Pomieszczenia mieszkalne są oświetlone dużymi, prostokątnymi oknami jedynie od strony Renu, pozostałe ściany przeprute są w większości otworami strzelniczymi. Niektóre okna (zwłaszcza balkonu od strony południowej) zamknięte są ostrołukowymi oknami. Każdą z wież wieńczy mur z krenelażem, który nieco odstaje przed lico ścian, wsparty jest od zewnątrz arkadami na wspornikach. Usytuowane w południowej części przedzamcze tworzy niższa dwukondygnacyjna wieża strażnicza usytuowana przy narożu murów. Obok znajduje się brama wjazdowa do wewnętrznego dziedzińca. Przed wejściem od strony południowej orientowana, dwupoziomowa kaplica. Dolny poziom jest na zewnątrz częściowo przysłonięty pochyłym gruntem, od strony wschodniej widoczne są arkadowe wnęki z niewielkimi oknami. Powyżej, na platformie wzniesiono jednonawową świątynię o dwóch przęsłach, zamkniętą poligonalnie. Na zewnątrz ściany są oszkarpowane, w części wschodniej przypory wieńczą smukłe pinakle.

## Galeria

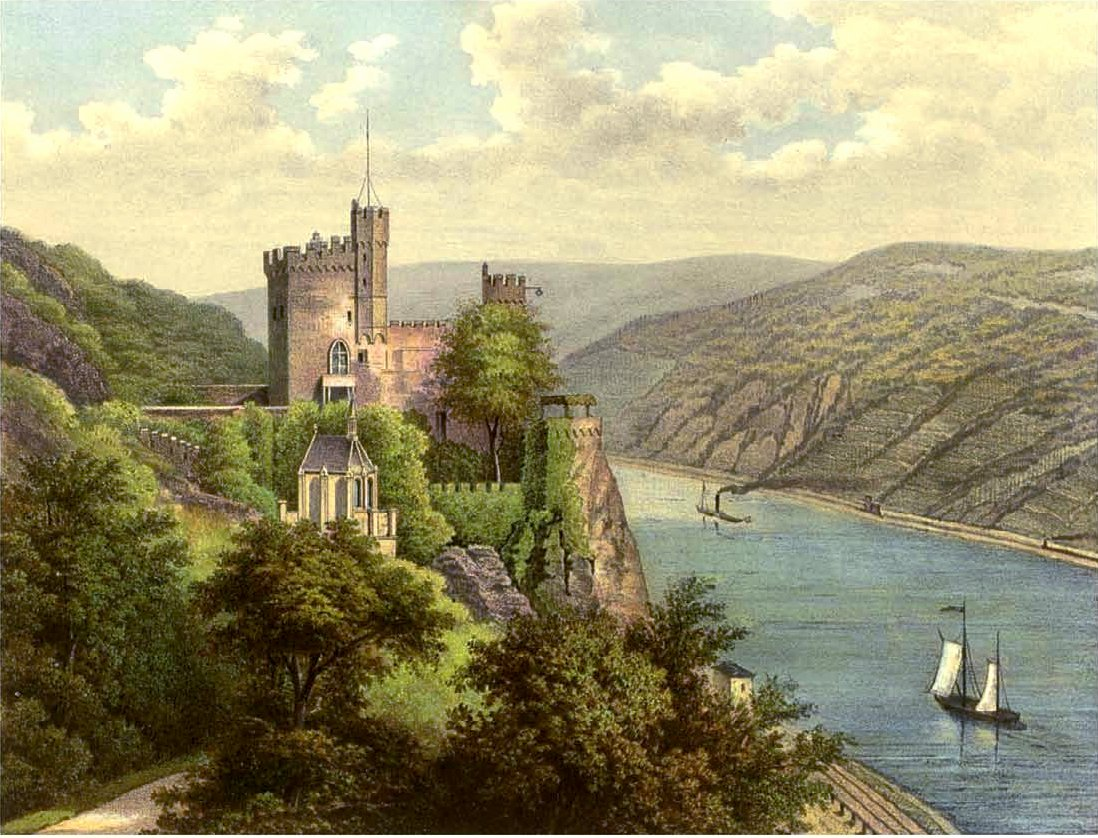
Według Alexandra Dunckera, 1880 r.
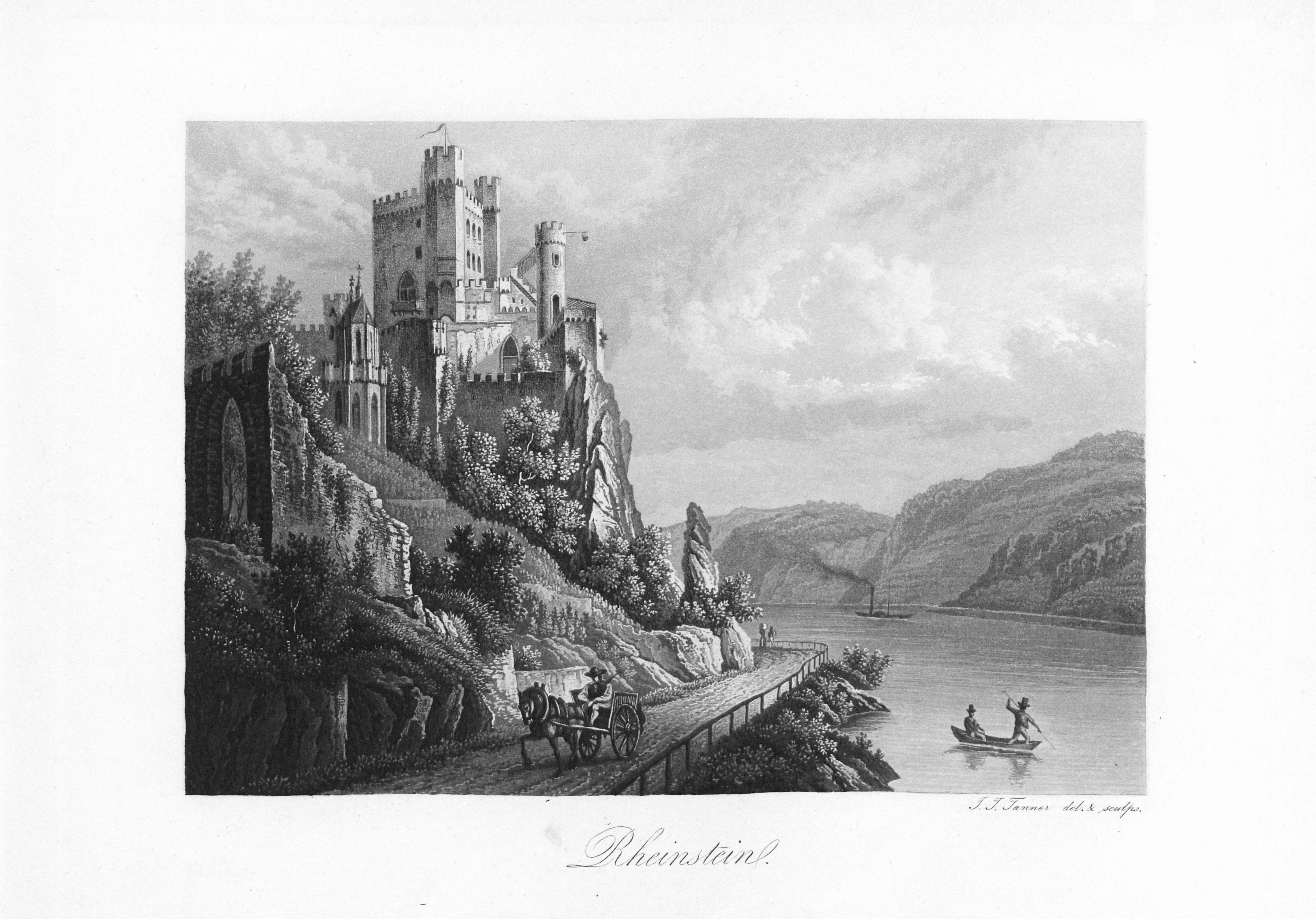
Widok na zamek według ryciny z 1840
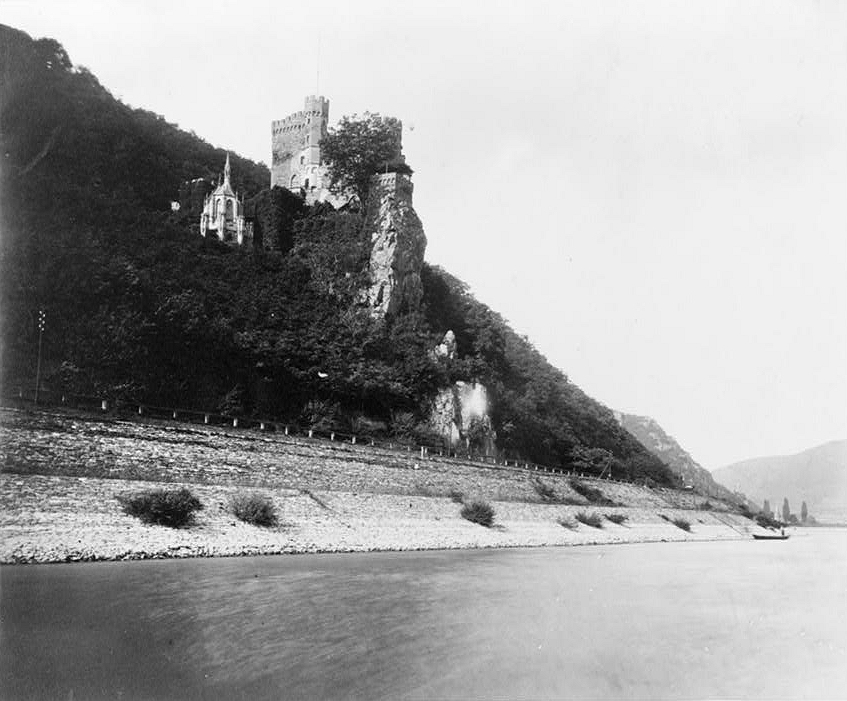
... i fotografii z 1890
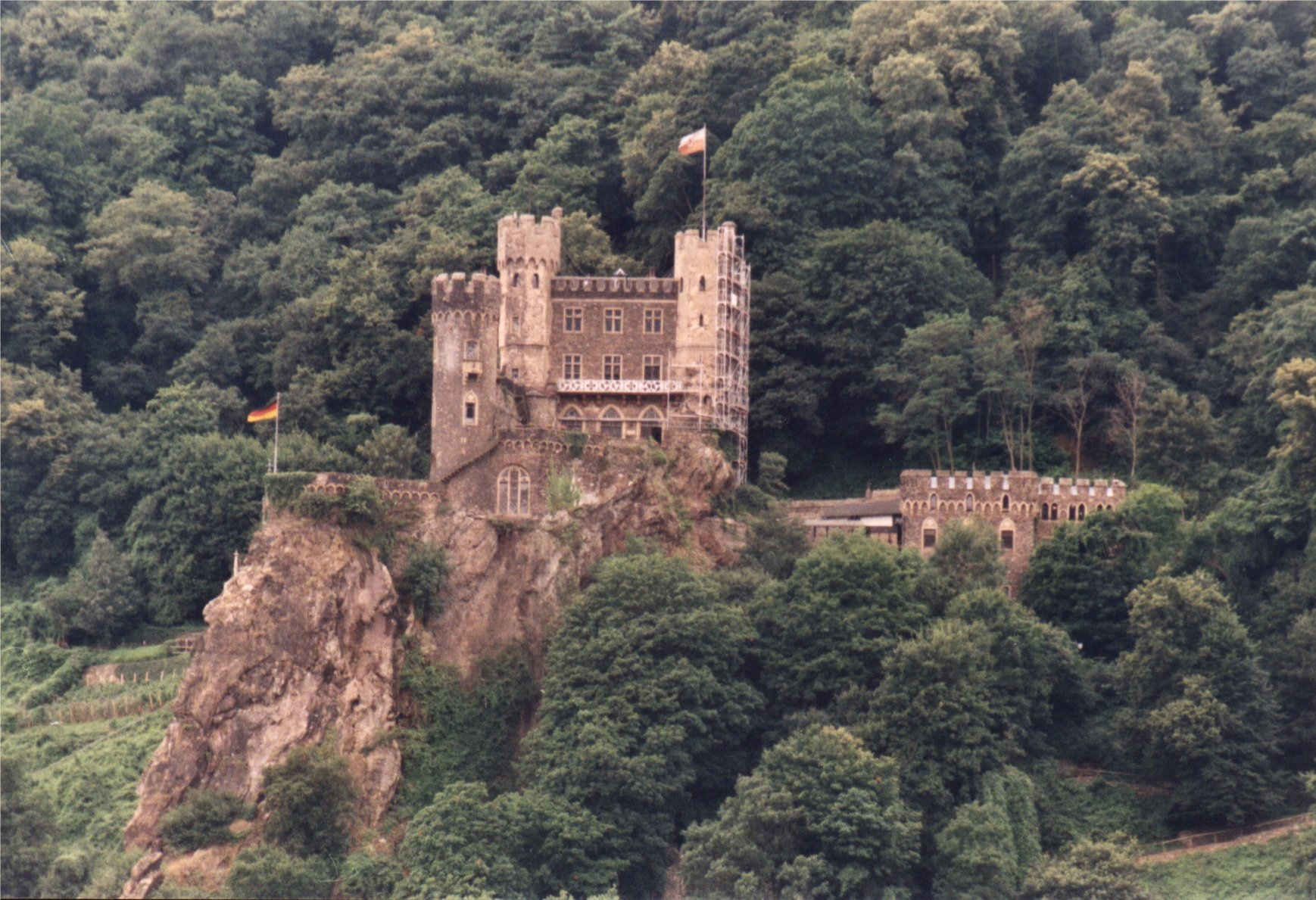
Widok z drugiego brzegu Renu
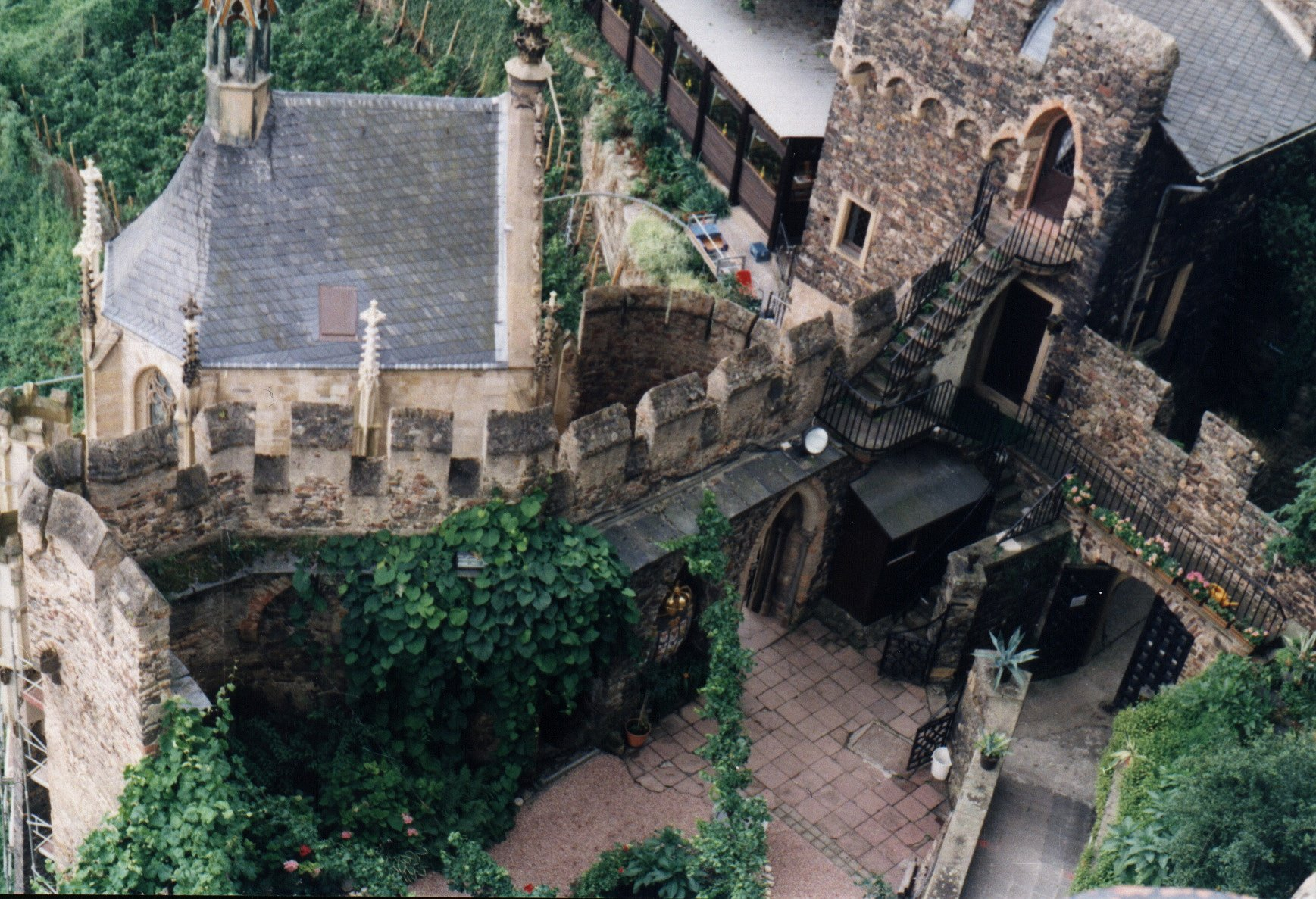
widok na dziedziniec